# تجمع معبور (رماة)

تعديل مصدري - تعديل

تجمع معبور هي إحدى قرى عزلة رماة بمديرية رماة التابعة لمحافظة حضرموت، بلغ تعداد سكانها 53 نسمة حسب تعداد اليمن لعام 2004.